# Giovanna d'Arco (film 1916)
Giovanna d'Arco (Joan the Woman) è un film del 1916 diretto da Cecil B. DeMille. Un soldato francese sogna la storia di Giovanna d'Arco mentre si trova al fronte durante la Prima Guerra Mondiale. La parte centrale del film ricostruisce la vicenda della Pulzella, incorniciata da un prologo e un epilogo ambientato ai tempi della Grande Guerra.
Giovanna d'Arco era l'eroina preferita di Geraldine Farrar, e anche se il soprano pensava che presso il pubblico il film non avrebbe avuto la stessa fortuna di quella avuta con la Carmen, nondimeno Giovanna d'Arco restò il suo film favorito. L'unica pecca della sua interpretazione si può ascrivere al fatto che Farrar all'epoca aveva 34 anni ed era un po' matura per il ruolo della giovane Giovanna.
Secondo la critica dell'epoca, il film - anche se non era all'altezza di Intolerance o di La nascita di una nazione - era tuttavia l'unico che potesse in qualche modo competere coi capolavori di Griffith. DeMille sperimentò per il film spettacolari effetti speciali e adottò il colore per alcune scene usando il sistema Handschiegl Color Process.
Del film esiste ancora una copia.

## Trama

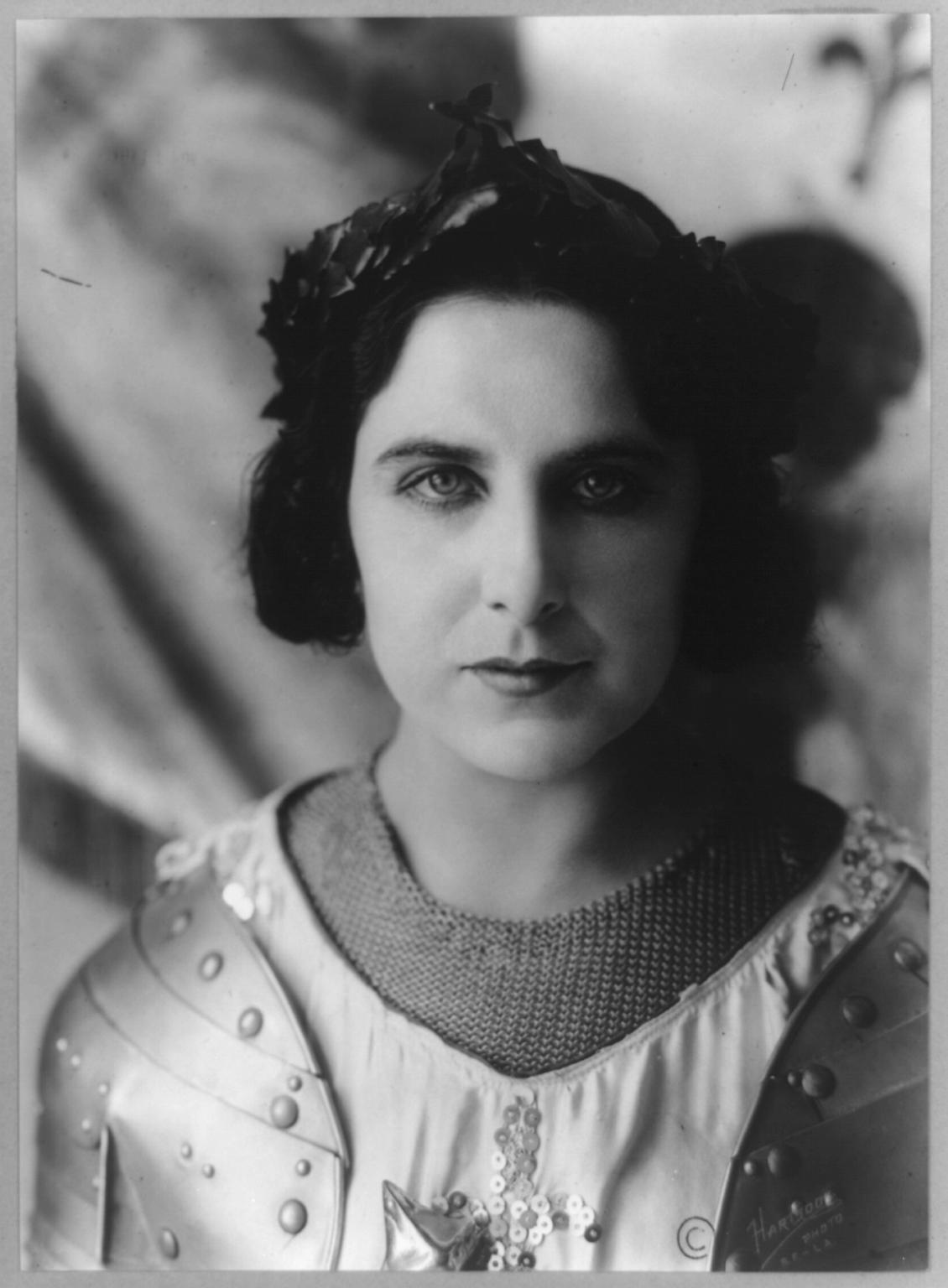
Geraldine Farrar (1916)

Durante la prima guerra mondiale, in Francia, Eric Trent, un  soldato inglese al fronte trova in un villaggio una spada antica. La notte sogna Giovanna d'Arco. Nel sogno, diventato il suo amante, Eric la tradirà. Giovanna verrà catturata, processata e  bruciata sul rogo.
Ispirato dalla visione di Giovanna, Eric sacrificherà la sua vita per la Francia.

## Produzione
Il film fu prodotto dalla  Cardinal Film e dalla Paramount Pictures e venne girato al Griffith Park - 4730 Crystal Springs Drive, Los Angeles, California dal 19 giugno 1916 al 7 ottobre 1916. Il budget è stimato a 302.976 dollari .

## Distribuzione
Uscito negli Stati Uniti il 25 dicembre 1916, il film venne distribuito dalla Famous Players-Lasky Corporation. In Italia uscì tra il 1919 e il 1920.
Nel 2001, negli USA è uscita una versione di 137 minuti in DVD, distribuita dalla Image Entertainment, con sottotitoli in inglese 
.

### Data di uscita
- USA	25 dicembre 1916
- Finlandia	31 ottobre 1921
- Portogallo	29 marzo 1926
- Germania	28 novembre 2003	 (prima TV)
- USA  24 aprile 2001  - DVD

Alias
- Jeanne d'Arc	Francia
- Joana d'Arc	Portogallo
- Juana de Arco	Spagna
- Orleansin neitsyt	Finlandia